# 광역적외선탐사위성

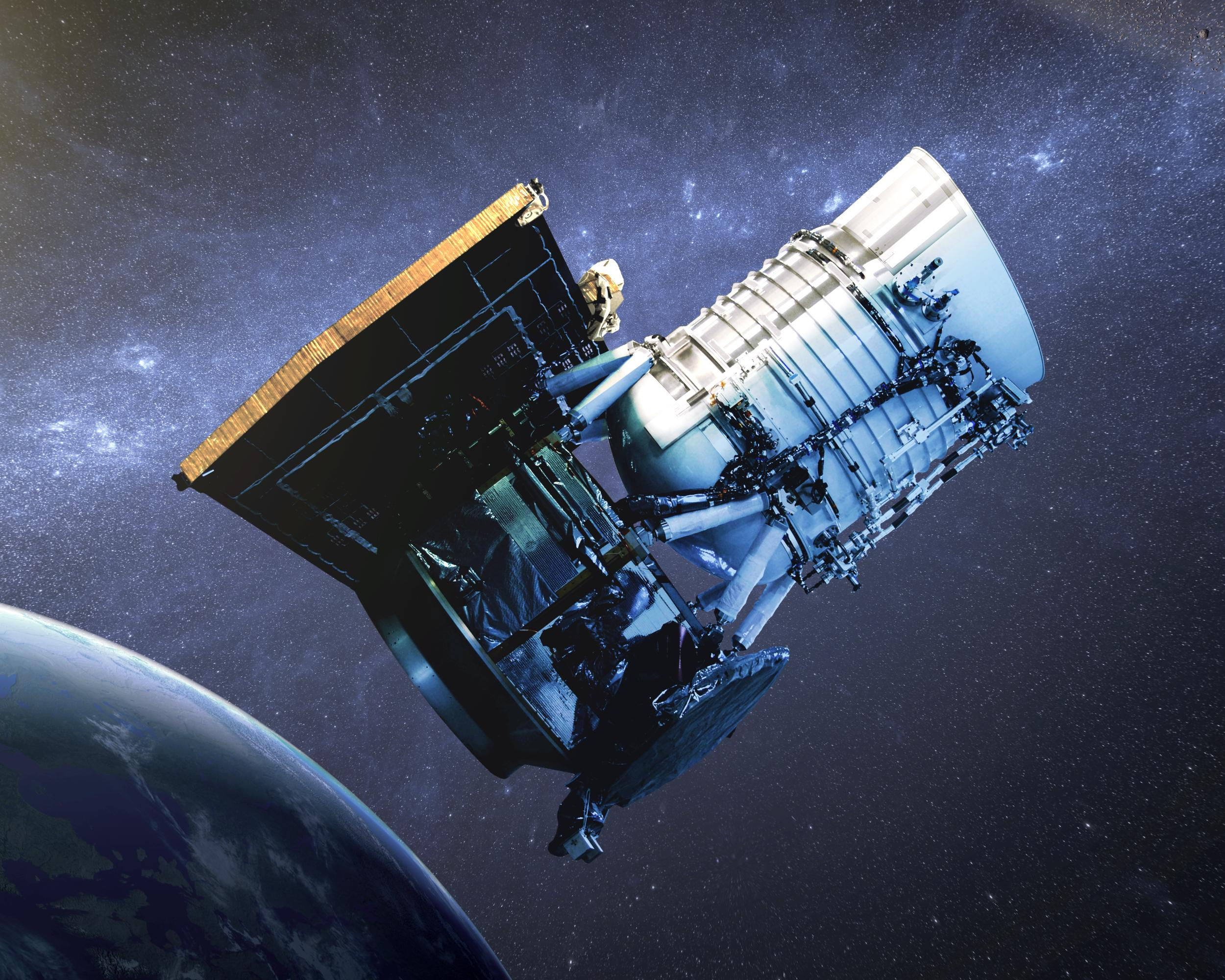

광역적외선탐사위성(廣域赤外線探査衛星, 영어: Wide-field Infrared Survey Explorer, WISE)은 2009년 12월 14일에 발사된, 미국 항공 우주국 (NASA)의 예산으로 개발된 적외선 천문 위성이다. 구경 40cm의 적외선 망원경을 갖춘 3 - 25μm의 파장으로 하늘 전체를 10개월 이상 관찰한다.

## 같이 보기
- 적외선천문학
- 네메시스 (항성)
- 티케 (행성)
- 근지구 천체 카메라